# Станіславово (Поморське воєводство)
Станіславово (пол. Stanisławowo, нім. Schönau bei Herzberg) — село в Польщі, у гміні Цедри-Великі Ґданського повіту Поморського воєводства.
Населення — 166 осіб (2011).
У 1975-1998 роках село належало до Гданського воєводства.

## Демографія
Демографічна структура станом на 31 березня 2011 року:
|          | Загалом | Допрацездатний вік | Працездатний вік | Постпрацездатний вік |
| -------- | ------- | ------------------ | ---------------- | -------------------- |
| Чоловіки | 72      | 13                 | 56               | 3                    |
| Жінки    | 94      | 26                 | 53               | 15                   |
| Разом    | 166     | 39                 | 109              | 18                   |